# Список финалов чемпионатов мира по футболу
Чемпиона́т мира по футбо́лу официальное название — Ку́бок мира ФИФА , общепринятое сокращение — ЧМ) — международное соревнование по футболу. Чемпионат мира проводится управляющим органом мирового футбола ФИФА, и участвовать в нём могут мужские национальные сборные всех стран-членов ФИФА.
Финальная часть чемпионата мира по футболу, которые проводятся с 1930 года (с перерывом в 1942 и 1946 годах из-за Второй мировой войны), имеют большую зрительскую аудиторию и привлекают огромный интерес во всём спортивном мире.
Несмотря на то, что футбольная история насчитывает 22 мировых первенства, победители определялись в 21 финалах. Такое несоответствие обусловлено тем, что на чемпионате 1950 года победитель определялся не в финальном матче, а в заключительном групповом турнире. Судьба чемпионства решалась в последнем матче между сборными Уругвая и Бразилии, поэтому этот матч также включён в перечень финалов чемпионатов мира по футболу.
Из 22 финалов 8 матчей завершались в основное время (90 минут) с ничейным результатом. Чемпионы 1934, 1966, 1978, 2010 и 2014 годов определялись в дополнительное время. Тем не менее, в 1994, 2006 и 2022 годах даже после дополнительного времени счёт оставался ничейным, поэтому победитель определялся в серии послематчевых пенальти.

## Все финалы

### 1930
| 30 июля 1930 Финал | Уругвай                                         | 4:2 (1:2) | Аргентина                  | Монтевидео, Уругвай                                                  |
| 15:30 | Дорадо 12′ · Сеа 57′ · Ириарте 68′ · Кастро 89′ |           | Пеуселье 20′ · Стабиле 37′ | Стадион: «Сентенарио» Зрителей: 93000 Судья: Джон Лангенус (Бельгия) |
| Уругвай: Бальестрерос, Насасси (к), Маскерони, Андраде, Гестидо, Фернандес, Кастро, Сеа, Дорадо, Скароне, Ириарте. Аргентина: Ботассо, Делла Торе, Патерностер, Суарес, Эваристо, Монти, Феррейра (к), Варальо, Эваристо, Стабиле, Поуселье. |                                                 |           |                            |                                                                      |

Финальный матч первого в истории чемпионата мира прошёл на новом стадионе Сентенарио в Монтевидео, который был специально построен к этому турниру. На трибунах присутствовало порядка 93 тысяч человек. Перед матчем разгорелся спор по поводу того, каким мячом следует играть. Бельгийский арбитр Джон Лангенус произвёл жеребьёвку, и в первом тайме играли мячом, сделанным в Аргентине, а во втором — уругвайским.
Игра закончилась со счетом 4:2 в пользу Уругвая (2:1 в пользу Аргентины после первого тайма). Он стал первым в истории чемпионом мира по футболу. Жюль Риме, президент ФИФА, представил кубок Мира, который позднее был назван в его честь. Следующий день был объявлен национальным праздником в Уругвае; в столице Аргентины Буэнос-Айресе толпа забросала камнями уругвайское консульство.

### 1934
| 10 июня 1934 Финал | Италия                 | 2:1 (0:0) | Чехословакия | Рим, Италия                                                          |
| 17:30 | Орси 81′ · Скьявио 95′ |           | Пуч 71′      | Стадион: «Национале ПНФ» Зрителей: 55000 Судья: Иван Эклинд (Швеция) |
| Италия: Комби, Мондзельо, Аллеманди, Феррарис, Монти, Бертолини, Гваита, Меацца, Скьявио, Феррари, Орси. Чехословакия: Планичка, Женишек, Чтыроки, Кошталек, Чамбал, Крцил, Юнек, Свобода, Соботка, Неедлы, Пуч Поуселье. |                        |           |              |                                                                      |

Финальный матч чемпионата мира по футболу 1934 года, прошёл 10 июня 1934 года на стадионе «Национале ПНФ» в Риме, Италия. В матче приняли участие сборные Чехословакии и Италии.
Чемпионами стали игроки сборной Италии, обыграв сборную Чехословакии со счётом 2:1. На 71-й минуте Пуч открыл счет. На 81-й минуте Орси с 12 метров забил ответный гол, и основное время закончилось вничью — 1-1. В самом начале 30-минутного дополнительного времени Скьявио вывел итальянцев вперед - 2-1. Несмотря на атаки сборной Чехословакии, хозяева поля сумели удержать преимущество. За этот успех они были объявлены героями нации.

### 1938
| 19 июня 1938 Финал | Италия                                          | 4:2 (3:1) | Венгрия                            | Париж, Франция                                                      |
| 17:00 | Джино Колаусси 6′, 35′ · Сильвио Пиола 16′, 82′ |           | Паль Титкош 8′ · Дьёрдь Шароши 70′ | Стадион: «Олимпик» Зрителей: 45000 Судья: Жорж Капдевилль (Франция) |
| Италия: Оливьери, Фони, Рава, Серантони, Андреоло, Локателли, Бьявати, Меацца, Пьола, Феррари, Колаусси. Венгрия: Сабо, Полгар, Биро, Салаи, Сюч, Лазар, Шаш, Винче, Шароши, Женгеллер, Титкош. |                                                 |           |                                    |                                                                     |

Финальный матч чемпионата мира 1938 года, прошёл 19 июня на стадионе «Стад Олимпик» в Париже, Франция. В матче приняли участие сборные Италии и Венгрии. Чемпионами стали игроки сборной Италии, обыграв сборную Венгрии со счётом 4—2.
Итальянцы открыли счёт уже на 6-й минуте, но через 2 минуты венгры сравняли счёт. Вскоре итальянцы вновь вышли вперёд и к концу первого тайма они вели со счётом 3-1. Венграм так и не удалось отыграться. Игра завершилась со счётом 4-2 в пользу сборной Италии.

### 1950
| 16 июля 1950 Финал | Уругвай                   | 2:1 (0:0) | Бразилия   | Рио-де-Жанейро, Бразилия                                           |
| 15:00 | Скьяффино 66′ · Гиджа 79′ |           | Фриаса 47′ | Стадион: «Маракана» Зрителей: 199 854 Судья: Джордж Ридер (Англия) |
| Уругвай: Масполи, М.Гонсалес, Техера, Гамбетта, Варела, Андраде, Гиггия, Перес, Мигес, Скьяффино, Моран. Бразилия: Барбоза, Аугусто, Жувенал, Бауэр, Данило, Бигоде, Фриаса, Адемир, Жаир, Зизиньо, Шико. |                           |           |            |                                                                    |

Четвертый чемпионат мира состоялся лишь 12 лет спустя после третьего — в 1950 году. Решение о его проведении было принято на конгрессе ФИФА, который открылся 25 июля 1946 года в Люксембурге.
В отличие от других финалов чемпионатов мира, на чемпионате 1950 года победитель определялся не в финальном матче, а в заключительном групповом турнире. Судьба чемпионства решалась в последнем матче между сборными Уругвая и Бразилии, поэтому этот матч также включен в перечень финалов чемпионатов мира по футболу. Первый тайм противостояния закончился вничью — 0:0. Хотя этот счёт устраивал хозяев чемпионата, активность болельщиков несколько снизилась. Через две минуты после начала второго тайма бразильцы забили гол. На 66-й минуте Скьяффино сравнял счёт. А за 11 минут до конца игры Уругвай забил второй мяч. В оставшееся до конца игры время бразильцы, пытаясь сравнять счёт, нанесли 8 ударов по воротам Уругвая, но забить гол не смогли.

### 1954
| 4 июля 1954 Финал | ФРГ                            | 3:2 (2:2) | Венгрия              | Берн, Швейцария                                                  |
| 17:00 (CET) | Морлок 10′ · Ран 18′ · Ран 84′ |           | Пушкаш 6′ · Цибор 8′ | Стадион: «Ванкдорф» Зрителей: 62 500 Судья: Уильям Линг (Англия) |
| ФРГ: Энтони Турек, Йозеф Посибал, Вернер Колмейер, Вернер Либрих, Карл Май, Хорст Экель, Максимилиан Морлок, Хельмут Ран, Оттмар Вальтер, Фритц Вальтер (к), Ганс Шефер. Венгрия: Дьюла Грошич, Жено Бузански, Михал Лантош, Йозеф Божик (к), Дьюла Лорант, Йозеф Закариаш, Золтан Цибор, Шандор Кочиш, Нандор Хидегкути, Ференц Пушкаш, Михал Тот. |                                |           |                      |                                                                  |

Финальный матч чемпионата мира по футболу 1954 года, прошёл 4 июля 1954 года на стадионе «Ванкдорф» в Берне, Швейцария. В матче приняли участие сборные ФРГ и Венгрии. Судил игру англичани Уильям Линг, на матче присутствовало 64 тысячи зрителей.
Чемпионами стали игроки сборной ФРГ, обыграв сборную Венгрии со счётом 3:2. Немецкая сборная взяла реванш у Венгрии за поражение на групповом этапе: несмотря на то, что на 6-й минуте Ференц Пушкаш открыл счёт, а на 8-й минуте Золтан Цибор удвоил преимущество, уже на 10-й минуте Макс Морлок отыграл один гол, а на 18-й минуте Хельмут Ран сравнял счёт. В конце игры Хельмут Ран своим точным ударом принёс немцам победу и первый в их истории титул чемпионов мира. Таким образом прервалась беспроигрышная серия сборной Венгрии. В истории Германии этот матч называется Бернским чудом.

### 1958
| 29 июня 1958 Финал | Бразилия                                 | 5:2 (2:1) | Швеция                      | Сольна, Швеция                                                 |
| 15:00 (CET) | Вава 9′ 32′ · Пеле 55′ 90′ · Загалло 68′ |           | Лидхольм 4′ · Симонссон 80′ | Стадион: «Росунда» Зрителей: 51 800 Судья: Морис Гиг (Франция) |
| Бразилия: Жильмар, Беллини, Дж.Сантос, Диди, Загало, Пеле, Гарринча, Н.Сантос, Орландо, Зито, Вава. Швеция: К.Свенссон, Бергмарк, Эксбом, Лидхольм, Парлинг, Хамрин, Грен, Симонссон, Скоглунд, Густавссон, Борьессон. |                                          |           |                             |                                                                |

Финальный матч чемпионата мира 1958 года, прошёл 29 июня 1958 года на стадионе «Росунда» в Стокгольме, Швеция. В матче приняли участие сборные Бразилии и Швеции.
Чемпионом стала сборная Бразилии, обыгравшая сборную Швеции со счётом 5:2.

### 1962
| 17 июня 1962 Финал | Бразилия                           | 3:1 (1:1) | Чехословакия | Сантьяго, Чили                                                                 |
| 14:30 (CET) | Амарилдо 17′ · Зито 69′ · Вава 78′ |           | Масопуст 15′ | Стадион: «Национальный стадион» Зрителей: 68 679 Судья: Николай Латышев (СССР) |
| Бразилия: Жильмар, Джалма Сантос, Мауру Рамос, Зозимо, Нилтон Сантос, Зито, Гарринча, Диди, Вава, Амарилдо, Марио Загалло. Чехословакия: Шройф, Поплухар, Новак, Плускал, Тихи, Масопуст, Квашняк, Шерер, Йеленек, Поспихал, Кадраба. |                                    |           |              |                                                                                |

Финальный матч чемпионата мира по футболу 1962 года, прошёл 17 июня 1962 года на Национальном стадионе в Сантьяго, Чили. В матче приняли участие сборные Бразилии и Чехословакии. Чемпионами стали игроки сборной Бразилии, обыграв сборную Чехословакии со счётом 3:1.

### 1966
| 30 июля 1966 Финал | Англия                           | 4:2 (доп. вр.) | ФРГ                    | Лондон, Англия                                                      |
| 15:00 BST | Херст 18′ 101′ 120′ · Питерс 78′ |                | Халлер 12′ · Вебер 90′ | Стадион: «Уэмбли» Зрителей: 98 000 Судья: Готфрид Динст (Швейцария) |
| Англия: Бэнкс (в), Коэн, Уилсон, Стайлз, Дж.Чарльтон, Мур, Болл, Гривз, Б.Чарльтон, Хёрст, Коннелли. ФРГ: Тильковски, Хоттгес, Шнеллингер, Беккенбауэр, Шульц, Вебер, Халлер, Хельд, Зеелер, Оверат, Эммерих. |                                  |                |                        |                                                                     |

Финальный матч чемпионата мира по футболу 1966 года, состоялся в Лондоне, в котором встретились сборные Англии и ФРГ. Матч прошёл 30 июля на стадионе «Уэмбли»; на матче присутствовало 98 тысяч зрителей.
Победу в матче одержала сборная Англии, одолевшая сборную ФРГ со счётом 4:2 в дополнительное время. Англия играла в нетрадиционной формации без фланговых игроков, которую иногда описывают как «4-4-2» (хотя точнее будет описание «4-1-2-1-2», или, в современной трактовке, «формация алмаза»).
Матч известен тем, что принёс первый (и, на данный момент, единственный) кубок чемпионов мира сборной Англии, а также «хет-триком» Джеффри Херста и вызвавшим множество споров третьим голом англичан, который зафиксировали судья встречи Готфрид Динст и судья на линии Тофик Бахрамов. Споры об этом голе идут до сих пор.

### 1970
| 21 июня 1970 Финал | Бразилия                                                   | 4:1 | Италия         | Мехико, Мексика                                                            |
| 12:00 UTC−6 | Пеле 18′ · Жерсон 66′ · Жаирзиньо 71′ · Карлос Алберто 86′ |     | Бонинсенья 37′ | Стадион: Стадион «Ацтека» Зрителей: 108 000 Судья: Руди Глёкнер (Германия) |
| Бразилия: Феликс, Карлос Альберто (к), Брито, Эверальдо, Пиацца, Клодоальдо, Жерсон, Ривелино, Жаирзиньо, Пеле, Тостао. Италия: Альбертози, Бургнич, Бертини (Юлиано, 75), Росато, Сера, Факкетти (к), Маццола, Де Систи, Боннисенья (Ривера, 83), Доменгини, Рива. |                                                            |     |                |                                                                            |

Финальный матч чемпионата мира по футболу 1970 года, состоялся в Мехико, в котором встретились сборные Бразилии и Италии. Матч прошёл 21 июня на стадионе «Стадионе «Ацтека»»; на матче присутствовало 108 тысяч зрителей.
Чемпионами стали игроки сборной Бразилии, обыграв сборную Италии со счётом 4:1.

### 1974
| 7 июля 1974 Финал | ФРГ                                         | 2:1 | Нидерланды              | Мюнхен, ФРГ                                                 |
| 16:00 | Пауль Брайтнер 25′ (пен.) · Герд Мюллер 43′ |     | Йохан Нескенс 2′ (пен.) | Стадион: Olympiastadion Зрителей: 75 200 Судья: Джек Тейлор |
| ФРГ: Майер, Баккенбауэр (капитан), Шварценберг, Фогтц, Брайтнер, Хенесс, Оверат, Бонхоф, Грабовски, Мюллер, Хельценбайн. Нидерланды: Йонгблад, Хаан, Сурбиер, Рийсберген (де Йонг, 68), Крол, Янсен, Нескенс, вен Ханегем, Реп, Кройф (капитан), Ренсенбринк (Р. ван де Керкхоф, 46). |                                             |     |                         |                                                             |

Финальный матч чемпионата мира по футболу 1974 года, прошёл 7 июля 1974 года на олимпийском стадионе в Мюнхене, Западная Германия. В матче приняли участие сборные Нидерландов и ФРГ.
Чемпионами стали игроки сборной ФРГ, обыграв сборную Нидерландов со счётом 2:1.

## Список финалов
| Год  | Победитель | Счёт | Финалист     | Судья                   | Стадион                        | Город                      | Зрителей | Прим.         |
| ---- | ---------- | ---- | ------------ | ----------------------- | ------------------------------ | -------------------------- | -------- | ------------- |
| 1930 | Уругвай    | 4:2  | Аргентина    | Джон Л. Лангенус        | Сентенарио                     | Монтевидео, Уругвай        | 93 000   | [ 14 ] [ 15 ] |
| 1934 | Италия     | 2:1  | Чехословакия | Иван Эклинд             | Национале ПНФ                  | Рим, Италия                | 55 000   | [ 4 ] [ 16 ]  |
| 1938 | Италия     | 4:2  | Венгрия      | Жорж Капдевилль         | Ив дю Мануар                   | Париж, Франция             | 45 000   | [ 5 ] [ 17 ]  |
| 1950 | Уругвай    | 2:1  | Бразилия     | Джордж Ридер            | Маракана                       | Рио-де-Жанейро, Бразилия   | 199 854  | [ 6 ] [ 18 ]  |
| 1954 | ФРГ        | 3:2  | Венгрия      | Уильям Линг             | Ванкдорф                       | Берн, Швейцария            | 60 000   | [ 7 ] [ 19 ]  |
| 1958 | Бразилия   | 5:2  | Швеция       | Морис Гиг               | Росунда                        | Сольна, Швеция             | 51 800   | [ 8 ] [ 20 ]  |
| 1962 | Бразилия   | 3:1  | Чехословакия | Николай Латышев         | Национальный стадион           | Сантьяго, Чили             | 69 000   | [ 9 ] [ 21 ]  |
| 1966 | Англия     | 4:2  | ФРГ          | Готфрид Динст           | Уэмбли                         | Лондон, Англия             | 93 000   | [ 22 ] [ 23 ] |
| 1970 | Бразилия   | 4:1  | Италия       | Руди Глёкнер            | Ацтека                         | Мехико, Мексика            | 107 412  | [ 11 ] [ 24 ] |
| 1974 | ФРГ        | 2:1  | Нидерланды   | Джек Тейлор             | Олимпийский стадион            | Мюнхен, ФРГ                | 75 200   | [ 12 ] [ 25 ] |
| 1978 | Аргентина  | 3:1  | Нидерланды   | Серджо Гонелла          | Монументаль                    | Буэнос-Айрес, Аргентина    | 71 483   | [ 26 ] [ 27 ] |
| 1982 | Италия     | 3:1  | ФРГ          | Арнальдо Коэльо         | Сантьяго Бернабеу              | Мадрид, Испания            | 90 000   | [ 28 ] [ 29 ] |
| 1986 | Аргентина  | 3:2  | ФРГ          | Ромуалдо Арппи Фильо    | Ацтека                         | Мехико, Мексика            | 114 600  | [ 30 ] [ 31 ] |
| 1990 | Германия   | 1:0  | Аргентина    | Эдгардо Кодесаль Мендес | Олимпийский стадион            | Рим, Италия                | 73 603   | [ 32 ] [ 33 ] |
| 1994 | Бразилия   | 0:0  | Италия       | Шандор Пуль             | Роуз Боул                      | Пасадина (Калифорния), США | 94 194   | [ 34 ] [ 35 ] |
| 1998 | Франция    | 3:0  | Бразилия     | Саид Белькола           | Стад де Франс                  | Сен-Дени, Франция          | 80 000   | [ 36 ] [ 37 ] |
| 2002 | Бразилия   | 2:0  | Германия     | Пьерлуиджи Коллина      | Международный стадион Йокогама | Иокогама, Япония           | 69 029   | [ 38 ] [ 39 ] |
| 2006 | Италия     | 1:1  | Франция      | Орасио Элисондо         | Олимпийский стадион            | Берлин, Германия           | 69 000   | [ 40 ] [ 41 ] |
| 2010 | Испания    | 1:0  | Нидерланды   | Говард Уэбб             | Соккер Сити                    | Йоханнесбург, ЮАР          | 84 490   | [ 42 ] [ 43 ] |
| 2014 | Германия   | 1:0  | Аргентина    | Никола Риццоли          | Маракана                       | Рио-де-Жанейро, Бразилия   | 74 738   | [ 44 ]        |
| 2018 | Франция    | 4:2  | Хорватия     | Нестор Питана           | Лужники                        | Москва, Россия             | 78 011   | [ 45 ]        |
| 2022 | Аргентина  | 3:3  | Франция      | Шимон Марциняк          | Айконик                        | Лусаил, Катар              | 86 250   |               |

## Статистика

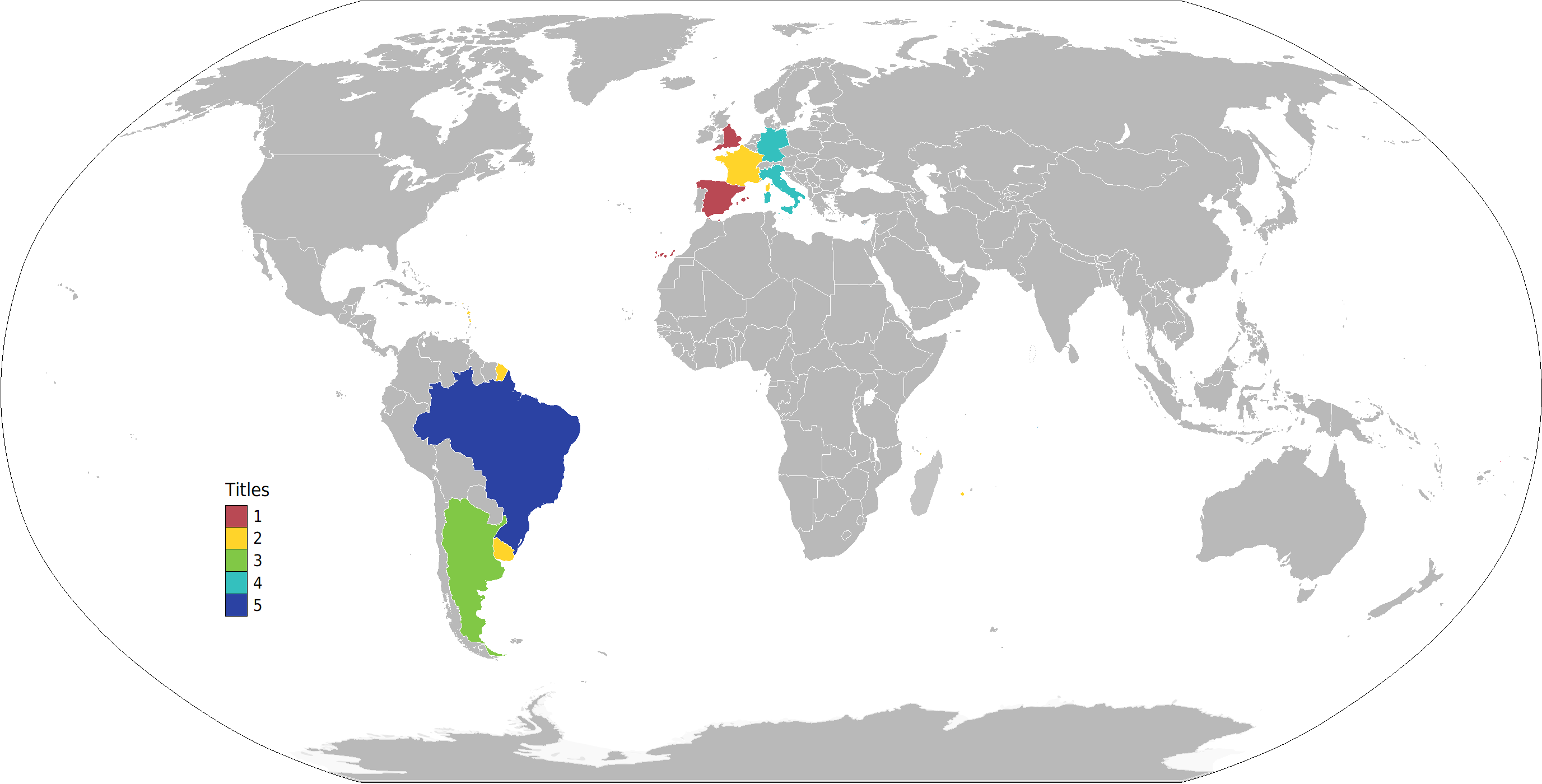
Страны-чемпионы мира по футболу на карте.

| Команда      | Финалы | Победы | Поражения | Годы (жирным шрифтом выделены годы побед)      |
| ------------ | ------ | ------ | --------- | ---------------------------------------------- |
| Бразилия     | 7      | 5      | 2         | 1950, 1958, 1962, 1970, 1994, 1998, 2002       |
| Германия     | 8      | 4      | 4         | 1954, 1966, 1974, 1982, 1986, 1990, 2002, 2014 |
| Италия       | 6      | 4      | 2         | 1934, 1938, 1970, 1982, 1994, 2006             |
| Аргентина    | 6      | 3      | 3         | 1930, 1978, 1986, 1990, 2014, 2022             |
| Уругвай      | 2      | 2      | 0         | 1930, 1950                                     |
| Франция      | 4      | 2      | 2         | 1998, 2006, 2018, 2022                         |
| Англия       | 1      | 1      | 0         | 1966                                           |
| Испания      | 1      | 1      | 0         | 2010                                           |
| Нидерланды   | 3      | 0      | 3         | 1974, 1978, 2010                               |
| Чехословакия | 2      | 0      | 2         | 1934, 1962                                     |
| Венгрия      | 2      | 0      | 2         | 1938, 1954                                     |
| Швеция       | 1      | 0      | 1         | 1958                                           |
| Хорватия     | 1      | 0      | 1         | 2018                                           |

### Комментарии
1. ↑  Основное время завершилось ничьей 1-1.[4][16]
2. ↑  В отличие от других финалов чемпионата мира, здесь победитель определялся не в финальном матче, а в заключительном групповом турнире.
3. ↑  Основное время завершилось ничьей 2:2.[22][23]
4. ↑  Основное время завершилось ничьей 1:1.[26][27]
5. ↑  Основное и дополнительное время завершилось ничьей 0:0. Бразилия выиграла 3:2 в серии пенальти.[34][35]
6. ↑  Основное и дополнительное время завершилось ничьей 1:1. Италия выиграла 5:3 в серии пенальти.[40][41]
7. ↑  Основное время завершилось ничьей 0:0.[42][43]
8. ↑  Основное время завершилось ничьей 0:0.[44]
9. ↑  Основное и дополнительное время завершилось ничьей 3:3. Аргентина выиграла 4:2 в серии пенальти[46].